# بومارشه
بومارشه (به فرانسوی: Beaumarchés) یک کمون (فرانسه) در فرانسه است که در canton of Plaisance واقع شده‌است. 
بومارشه ۳۲٫۴۷ کیلومتر مربع مساحت دارد ۱۷۷ متر بالاتر از سطح دریا واقع شده‌است.